# جيكوب بيرجسلاند
جيكوب بيرجسلاند (1890 – 7 سبتمبر 1974) هو مبارز بالسيف نرويجي راحل، مثّل بلاده في الألعاب الأولمبية الصيفية 1928.

## روابط رياضية
جيكوب بيرجسلاند على موقع أوليمبيديا (الإنجليزية)